# Deoksugung

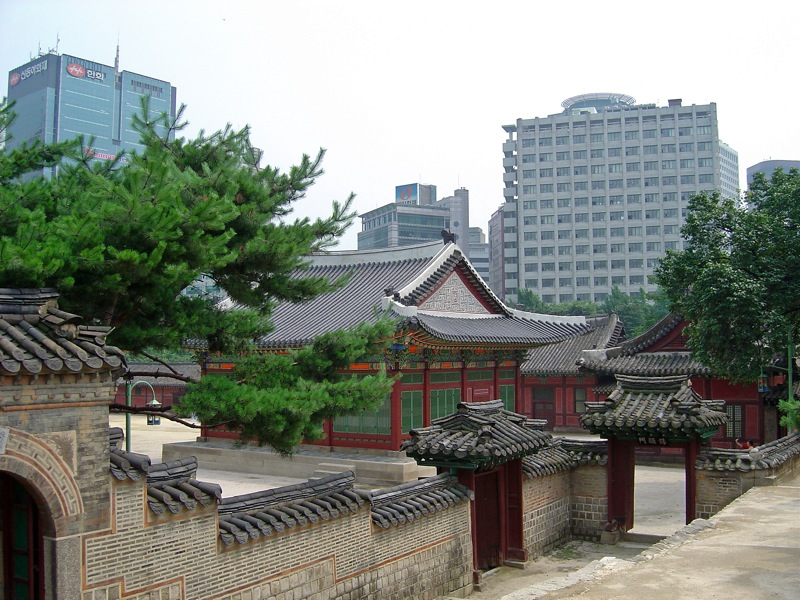
Kiến trúc hoàng gia bên trong cung điện

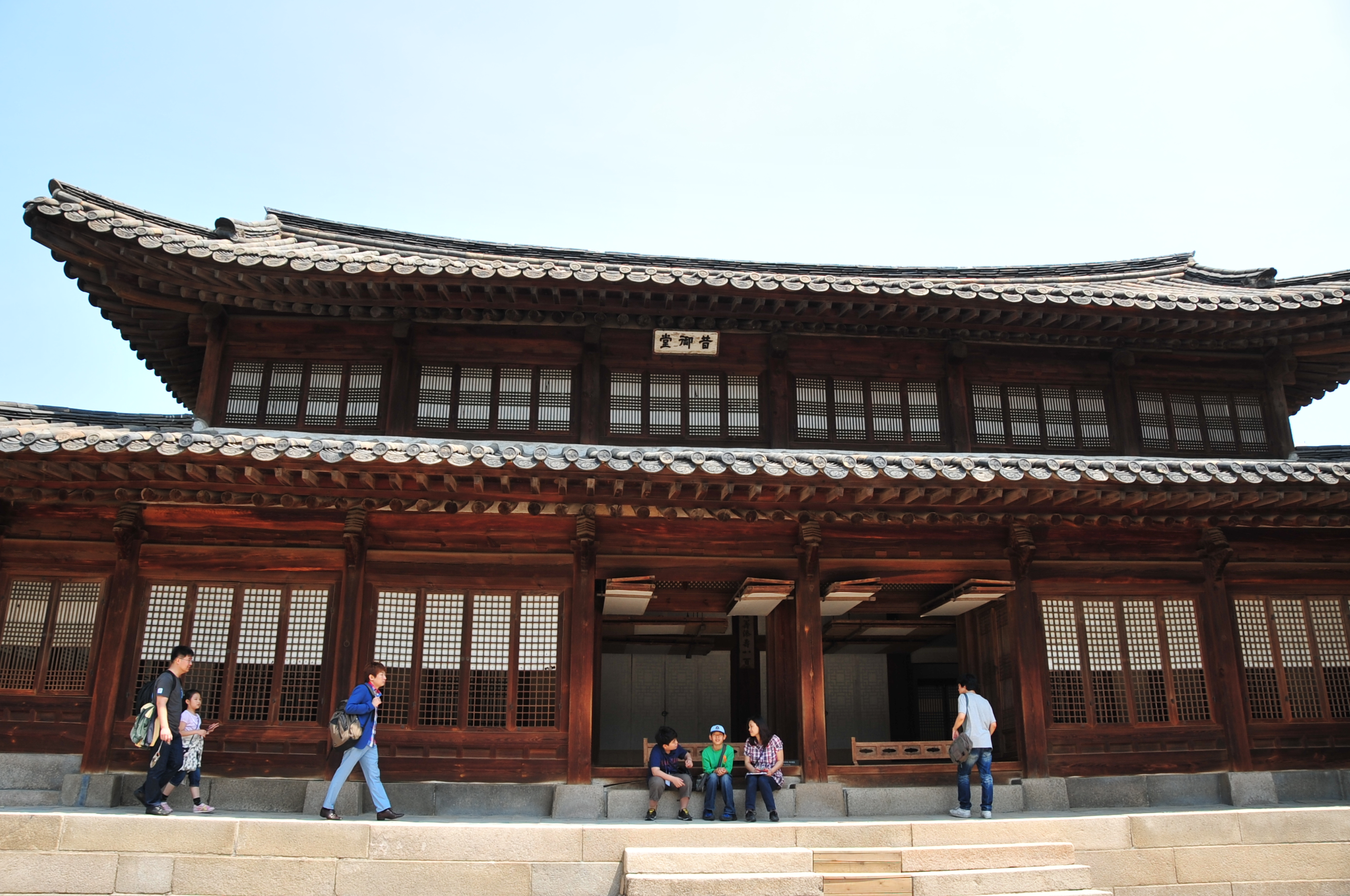
Tòa nhà hai tầng Seokeodang

Đức Thọ cung (Deoksugung), còn được biết đến với tên gọi Khánh Vận cung (Gyeongungung), là một quần thể cung điện tại Seoul từng được sử dụng làm nơi ở của hoàng gia Triều Tiên từ thời kỳ Joseon đến cuối thế kỉ 19. Cung điện này có vị trí gần ga tòa thị chính Seoul và là nơi đặt Bảo tàng Nghệ thuật Quốc gia. Là một trong năm "Đại cung điện" được các vị vua nhà Triều Tiên xây dựng, Đức Thọ cung đã bị tàn phá nặng nề trong thời kỳ Triều Tiên thuộc Nhật và chỉ còn một phần ba kiến trúc ban đầu còn tồn tại.

## Lịch sử
Ban đầu Đức Thọ cung là nơi ở của Nguyệt Sơn Đại quân Lý Đình, anh trai của vua Thành Tông. Sau khi các cung điện khác bị phá hủy trong cuộc Chiến tranh Nhật Bản-Triều Tiên (Nhâm Thìn Oa loạn) năm 1592, Đức Thọ cung trở thành nơi ở chính của quốc vương với người đầu tiên là vua Tuyên Tổ. Năm 1611, Đức Thọ cung được Quang Hải Quân đổi tên thành Khánh Vận Cung. Sau khi nơi ở của hoàng gia được chuyển đến Xương Đức cung vào năm 1618, Đức Thọ cung được đổi gọi thành Tây Cung và đóng vai trò là một cung điện phụ. 
Năm 1897, hoàng đế Cao Tông trở lại cung điện này sau thời gian tị nạn ở Nga và đổi tên nó lại thành Khánh Vận cung. Ông cho mở rộng cung điện và tiếp tục sống ở đây sau khi nhường ngôi cho hoàng đế Thuần Tông, trở thành Thái thượng hoàng. Sau đó cung điện này được đổi tên thành Đức Thọ cung nhằm cầu chúc sự trường thọ cho hoàng đế Cao Tông. Ông qua đời tại Hàm Ninh điện của Đức Thọ cung.

## Kiến trúc

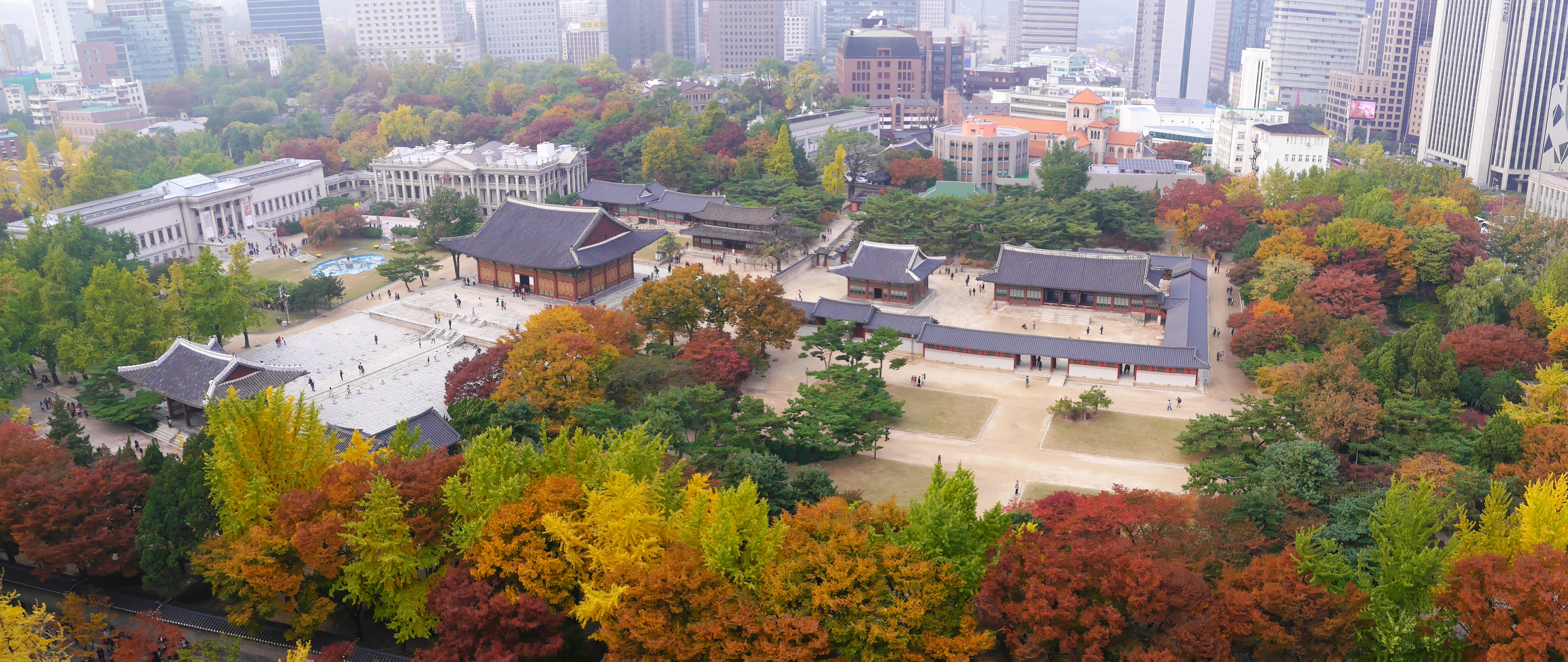
Phong cảnh mùa thu ở Đức Thọ cung.

Các tòa nhà tại Đức Thọ cung mang nhiều phong cách khác nhau và được xây dựng bằng gỗ và vữa. Một số được xây dựng bằng đá nhằm mô phỏng kiến trúc cung điện của phương Tây. Khác với các Đại cung điện khác, khu vườn và đài phun nước của Đức Thọ cung có phong cách phương Tây. Bên ngoài Đức Thọ cung là một con đường men theo bức tường đá bao quanh cung điện.

## Hình ảnh

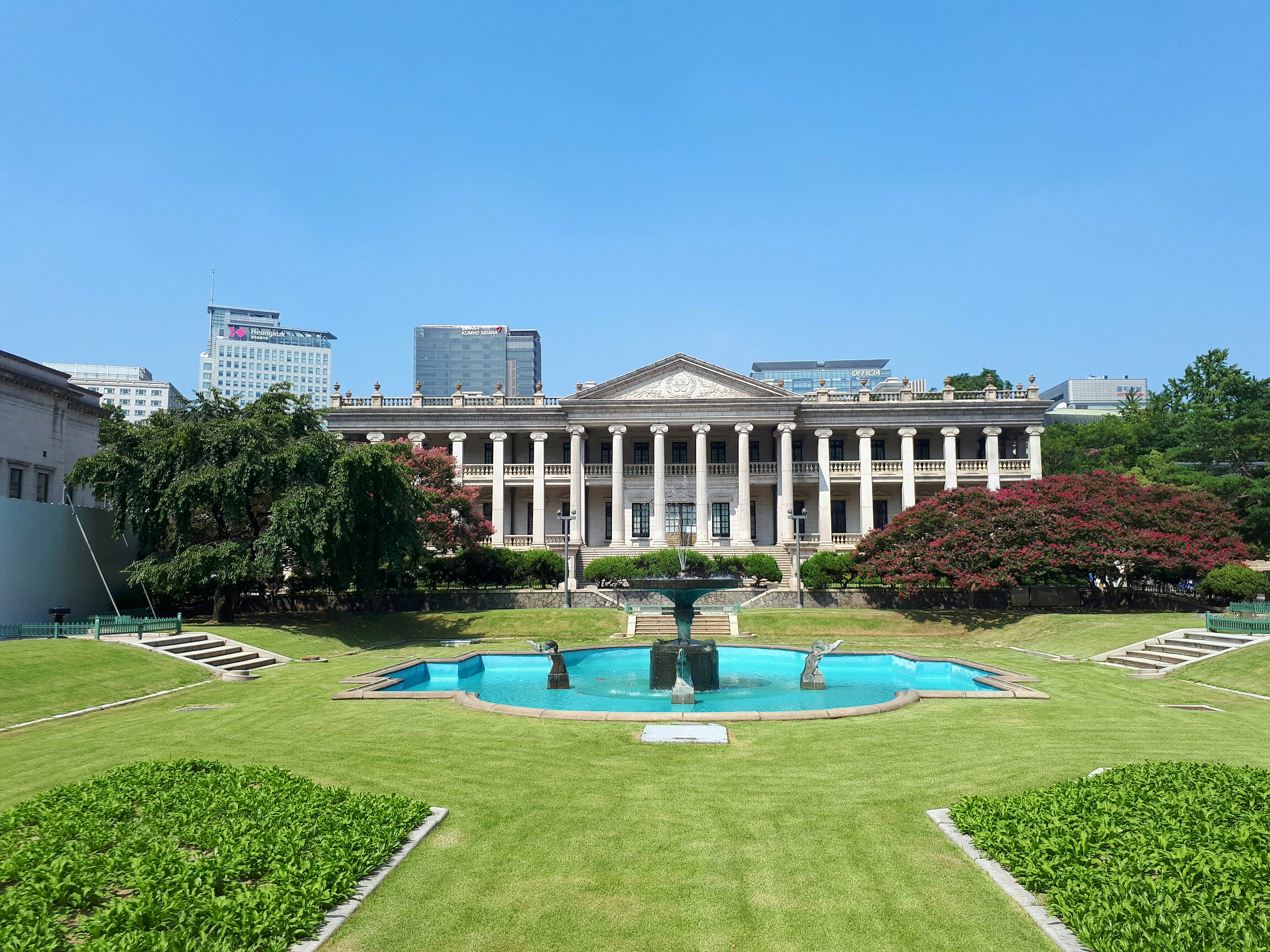
Thạch Tạo điện và khu vườn theo phong cách phương Tây của Cung điện, được thiết kế bởi kiến trúc sư người Anh G.R Harding.
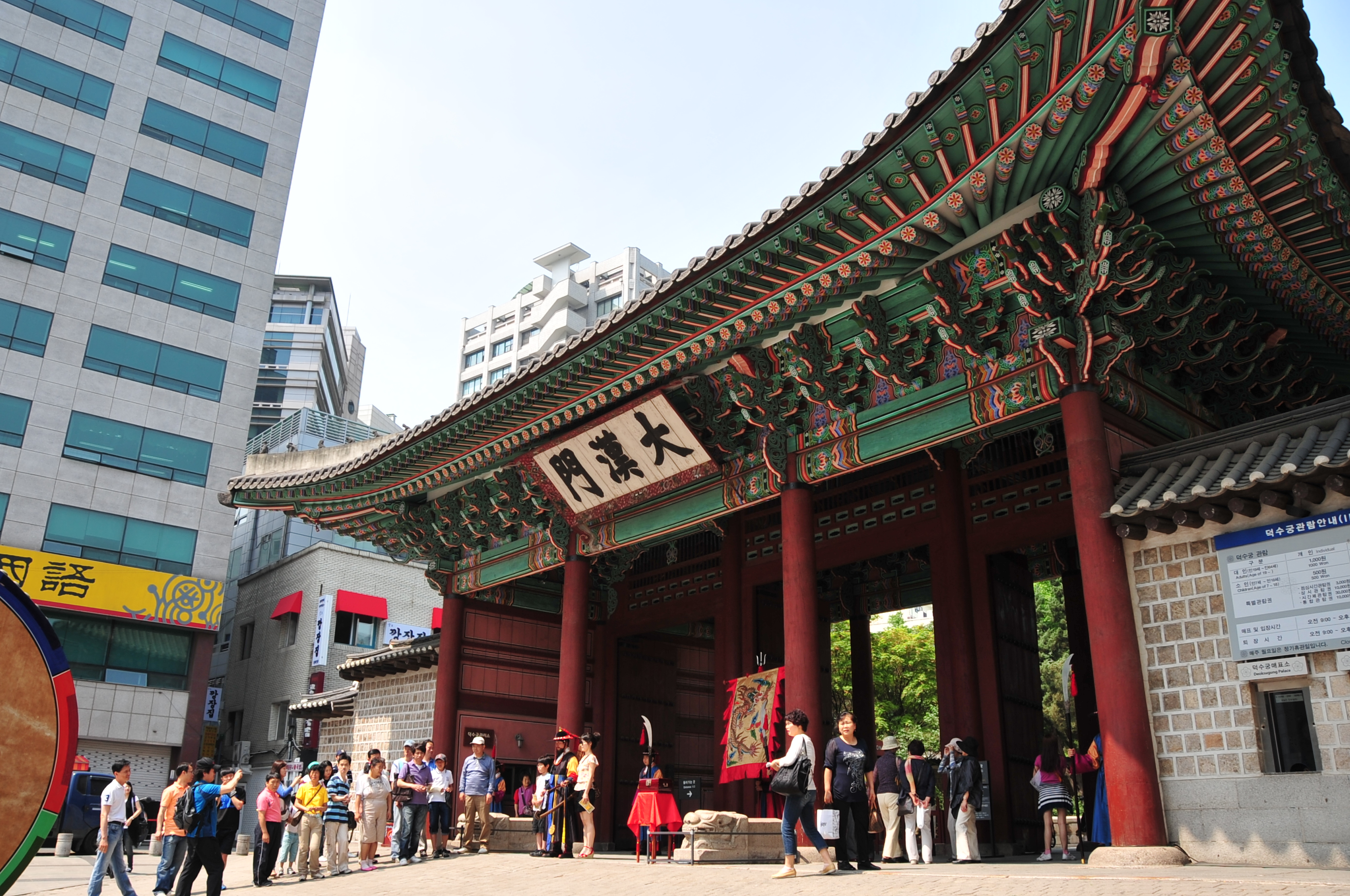
Đại Hán môn
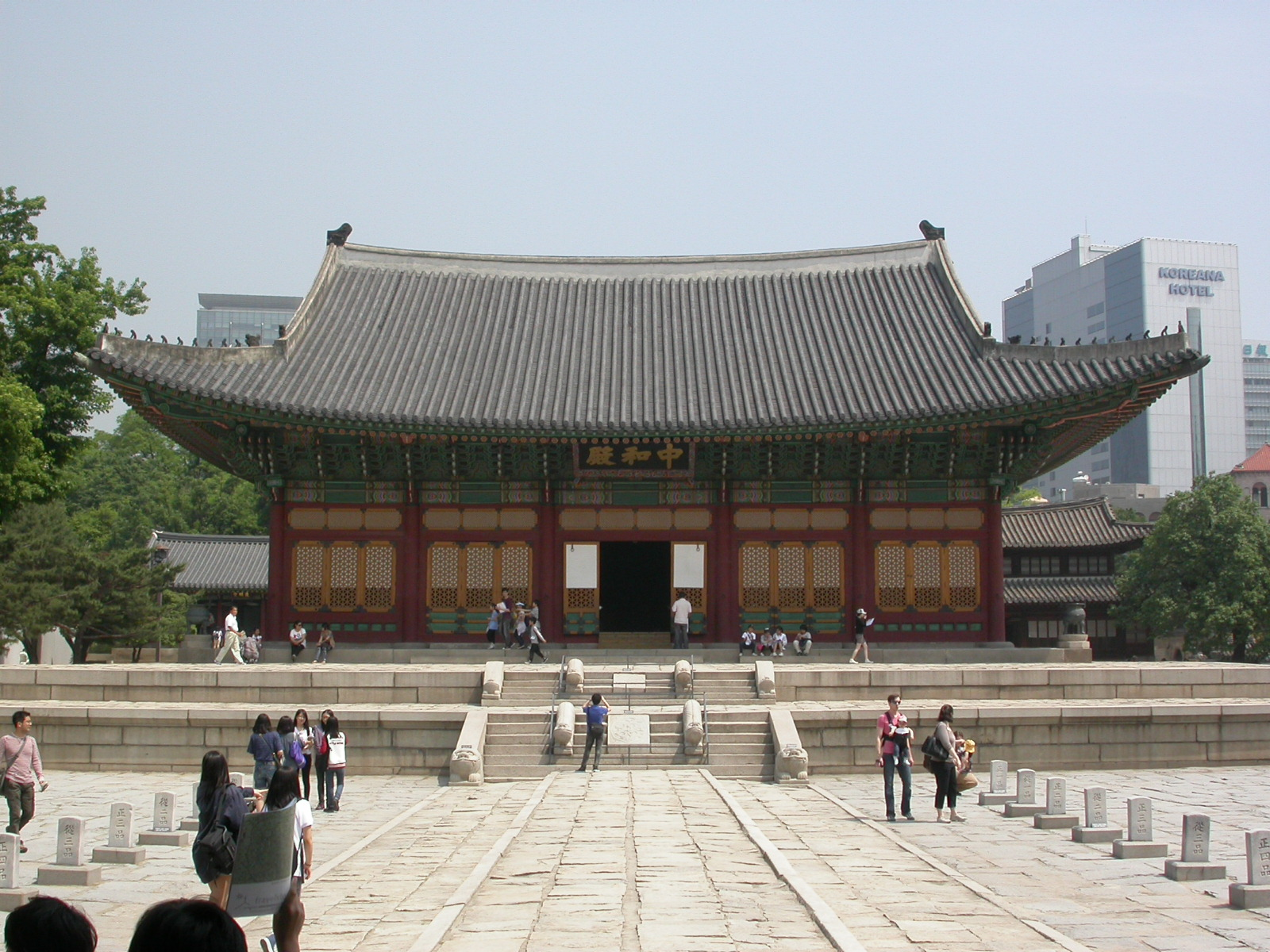
Trung Hòa điện
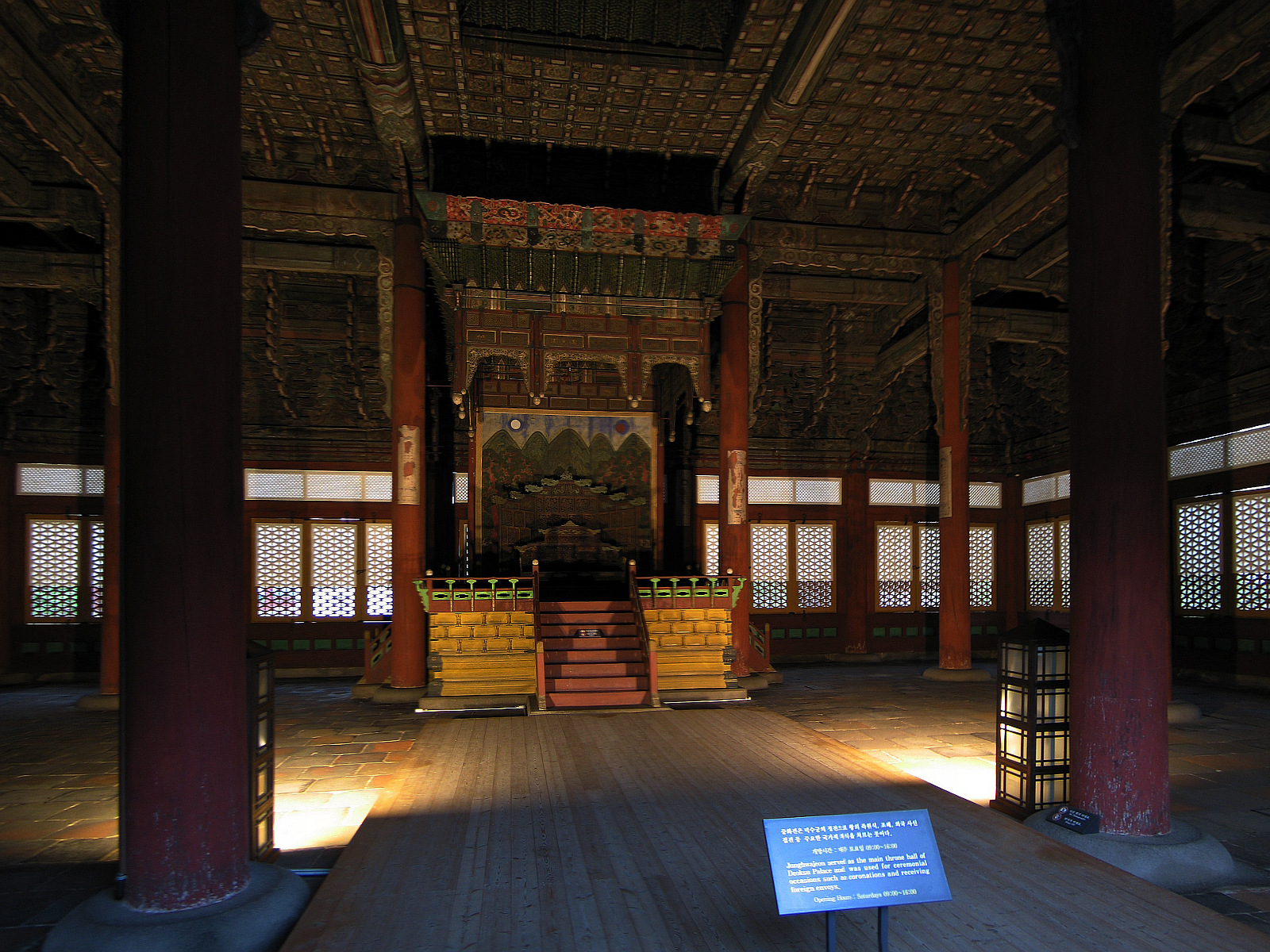
Bên trong chính điện
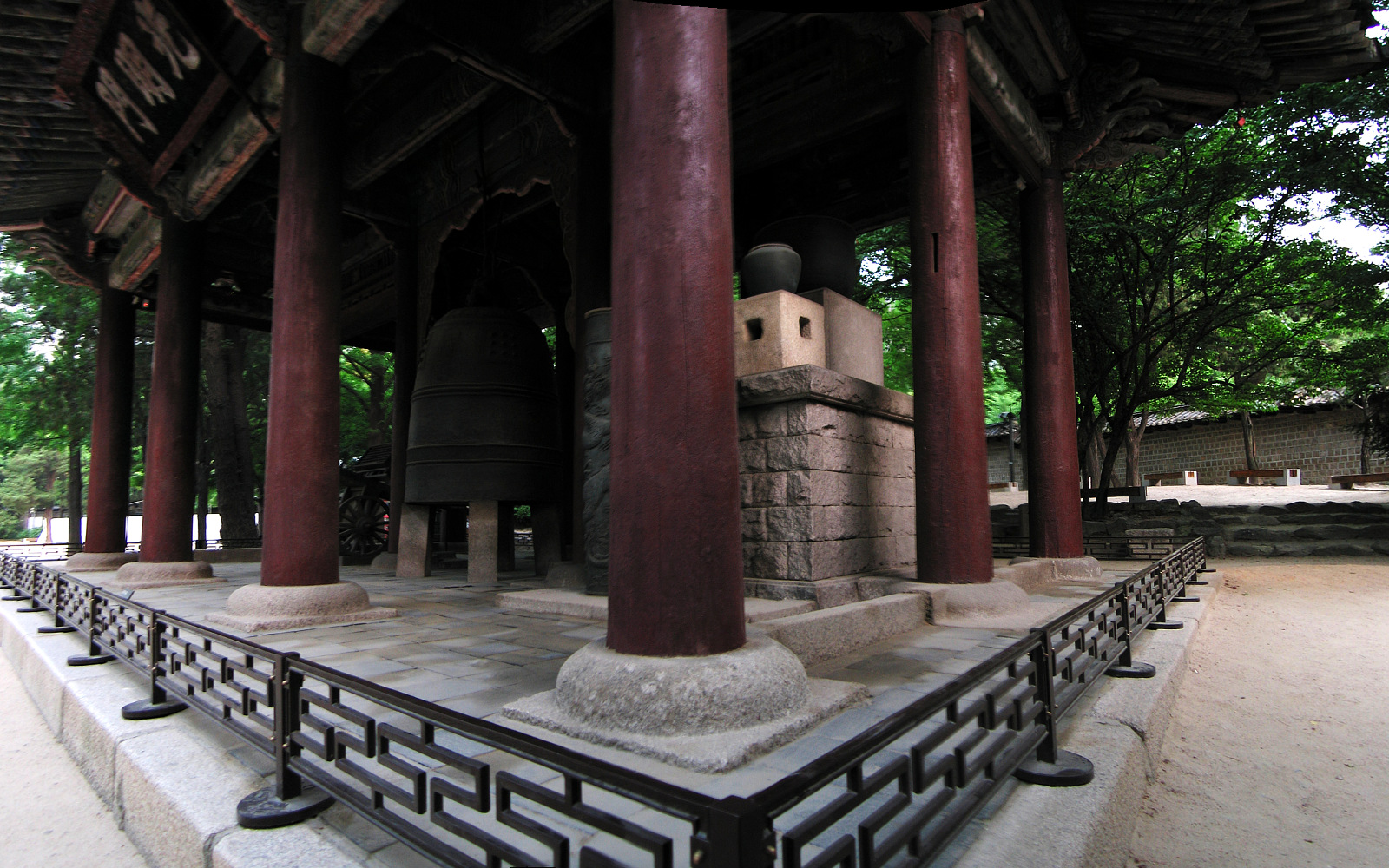
Chuông
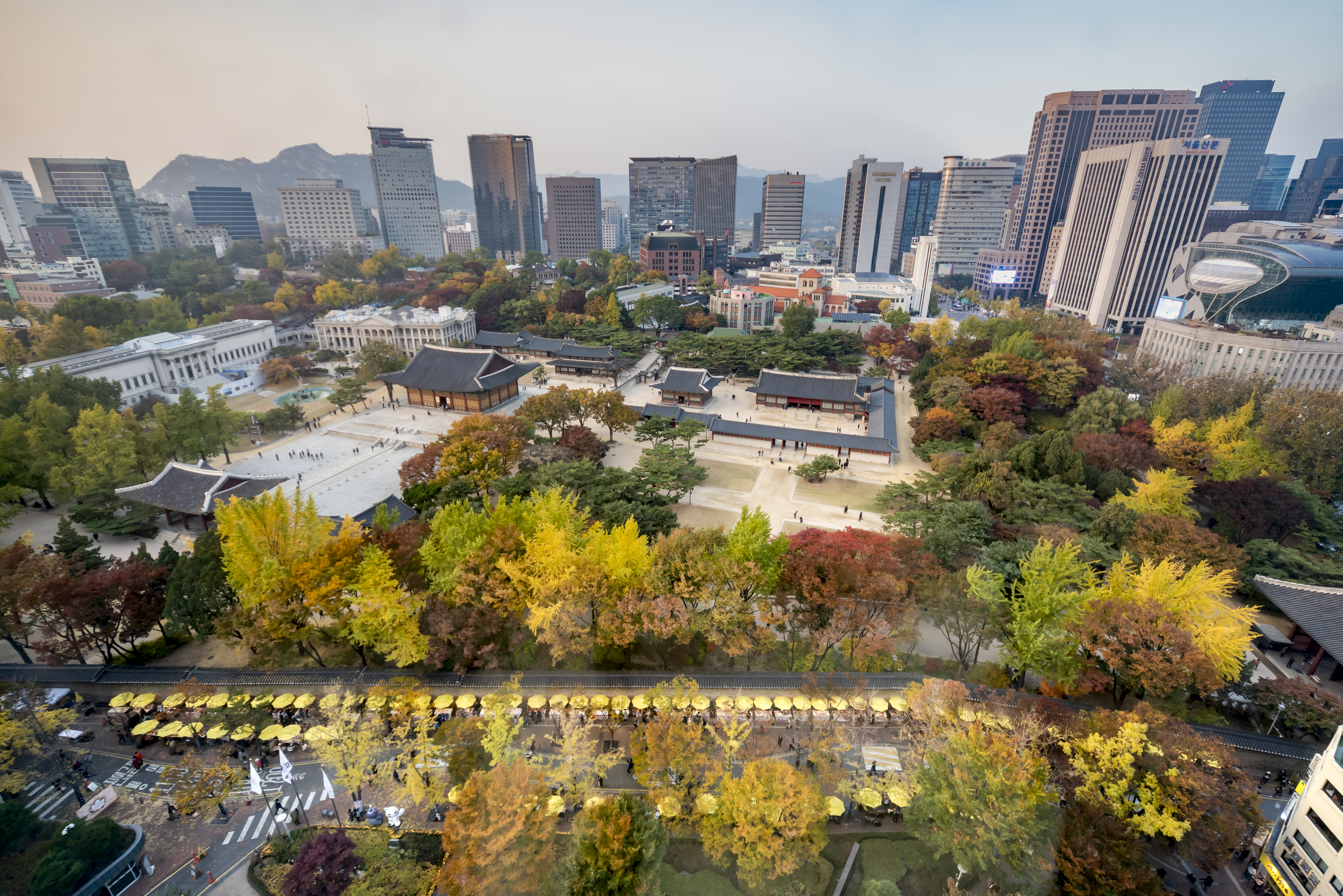